# Oberea himalayana
Oberea himalayana là một loài bọ cánh cứng trong họ Cerambycidae.